# Красное вино победы (фильм)
«Красное вино победы» — советский художественный телефильм 1990 года, снятый на студии «Укртелефильм» режиссёром Эдуардом Дмитриевым.
Экранизация одноимённого рассказа Евгения Носова.

## Сюжет
Фильм о последних днях Великой Отечественной войны. Действие фильма происходит в военном госпитале.

## В ролях
- Сергей Никоненко — Никонорич
- Евгений Леонов-Гладышев — Саша
- Алексей Зайцев — Иван Капешкин
- Владимир Левицкий — Михай
- Елена Морозова — Таня, медсестра
- Наталья Наум — тётя Зина, нянечка
- Альберт Филозов — начальник госпиталя
- Пётр Бенюк — Звонарчук
- Борис Шевченко — Сергей
- Александр Калугин — Бугаенко
- Владимир Ямненко — Саенко
- Евгений Весник — фотограф
- Олег Масленников[укр.] — Кравцов[1]
- Осип Найдук — Туровец
- Галина Долгозвяга — эпизод
- Ольга Реус-Петренко — эпизод
- Ирина Терещенко — эпизод
- Валентин Макаров — эпизод
- Алла Усенко — эпизод

## Съёмочная группа
- Режиссер-постановщик: Эдуард Дмитриев
- Сценарист: Эдуард Гайдук, Эдуард Дмитриев
- Оператор-постановщик: Николай Гончаренко
- Художник-постановщик: Эдуард Колесов
- Композитор: Вадим Храпачёв
- Звукооператоры: Георгий Стремовский, Александр Ренков
- Режиссер: Наталья Башкина
- Монтаж: Алла Гузик
- Оператор: Ю. Гальченко
- Ассистент режиссёра: Л. Полянская
- Ассистент оператора: А. Омельчук
- Ассистент монтажёра: Т. Гудовская
- Ассистент звукооператора: Н. Скляренко
- Художник по костюмам: Л. Жуковская
- Художник-гримёр: Е. Ратушная
- Мастер по свету: В. Хмель
- Реквизитор: С. Нагорская
- Декоратор: В. Клибановский
- Консультанты: Ф. Тебешевский, Ю. Скробонский
- Дирижёр: Владимир Понькин
- Музыкальный редактор: Р. Самойленко
- Редактор: Н. Голик
- Директор фильма: Олег Шинкарук